# Janine van Wyk
Janine van Wyk (Alberton (África do Sul), 17 de abril de 1987) é uma futebolista profissional sul-africana que atua como defensora.

## Carreira
Janine van Wyk fez parte do elenco da Seleção Sul-Africana de Futebol Feminino, nas Olimpíadas de 2012 e 2016. 